# Rianilaneuria
Rianilaneuria is een geslacht van haften (Ephemeroptera) uit de familie Oligoneuriidae.

## Soorten
Het geslacht Rianilaneuria omvat de volgende soorten:
- Rianilaneuria diminuta